# 10e bataillon mobile de tirailleurs sénégalais
Pour les articles homonymes, voir BMTS.
Ne doit pas être confondu avec 10e bataillon de tirailleurs sénégalais ou Bataillon de marche no 10.
Le 10e bataillon mobile de tirailleurs sénégalais (10e BMTS), ou bataillon mobile no 10 (BM 10), est une unité des troupes coloniales de l'Armée de terre française, en activité au Niger au début de la Seconde Guerre mondiale.

## Création et différentes dénominations
- septembre 1939 : formation du 10e BMTS
- 16 août 1940 : dissolution

## Historique
Le bataillon est formé en septembre 1939 à partir du bataillon de tirailleurs no 8 du Dahomey.
Transporté par camions jusqu'au Niger, il est affecté à des travaux sur des pistes dans la région de Zinder. Il est dissous le 16 août 1940 et ses éléments sont absorbés par le bataillon de tirailleurs sénégalais no 3, qui devient en octobre le régiment de tirailleurs du Niger.

## Insigne
L'insigne, fabriqué par Drago, présente, sur l'ancre des troupes coloniales, une tête de targui voilé de bleu et armé d'une lance. L'ancre porte sur la trabe l'inscription NIGER et sur le diamant BM10.